# Inge Lehmann
Inge Lehmann (Copenaghen, 13 maggio 1888 – Copenaghen, 21 febbraio 1993) è stata una sismologa e geofisica danese.
Membro della Royal Society di Londra, nel 1936 argomentò che il nucleo terrestre non fosse omogeneo e completamente liquido, ma costituito da due parti, un nucleo esterno liquido e uno interno solido.

## Biografia

Sezione schematica della terra: crosta continentale, crosta oceanica, mantello superiore, mantello inferiore, cuore esterno, cuore interno.
A: confine crosta mantello (discontinuità di Mohorovičić “Moho”)
B: confine core-mantello boundary (discontinuità di Gutenberg)
C: confine fra cuore interno ed esterno (discontinuità di Lehmann)

Inge Lehmann nacque e crebbe a Copenaghen, nella zona di Østerbro, figlia dello psicologo sperimentale Alfred Georg Ludvik Lehmann (1858-1921). Frequentò la scuola superiore con indirizzo pedagogico progressista diretta da Hanna Adler, una zia di Niels Bohr. Secondo Lehmann, suo padre e Hanna Adler furono le due presenze più significative nell'influenzare il suo sviluppo intellettuale. Dopo aver finito la scuola studiò, con qualche interruzione dovuta alla sua scarsa salute, matematica alle Università di Copenaghen e Cambridge. Dopo pochi anni di lavoro nel ramo assicurativo divenne assistente del geodetico Niels Erik Nørlund, il quale le assegnò il compito di allestire osservatori sismologici in Danimarca e Groenlandia. L'inizio del suo interesse per la sismologia risale proprio a questo periodo. Nel 1928 superò l'esame di geodesia accettando la posizione di geodetica di stato e capo del dipartimento di sismologia all'Istituto Geodetico di Danimarca, diretto da Nørlund.
Da un suo scritto, si evince che fu la prima a interpretare la comparsa delle onde P come riflessioni dovute a un nucleo interno della Terra. Nel giro di due-tre anni altri importanti sismologi del tempo, come Beno Gutenberg, Charles Richter e Harold Jeffreys si allinearono a questa interpretazione. La Seconda guerra mondiale e l'occupazione della Danimarca da parte delle forze armate naziste impedirono per tutti quegli anni lo svolgimento del suo lavoro e non le consentirono di coltivare importanti contatti internazionali.
Negli ultimi anni fino al suo pensionamento, avvenuto nel 1953, le relazioni fra lei e gli altri membri dell'Istituto Geodetico si deteriorarono, probabilmente in parte perché aveva poca pazienza con i colleghi, di lei meno eminenti. Dopo il 1953, Inge Lehmann partì per gli Stati Uniti dove rimase per diversi anni collaborando con Maurice Ewing e Frank Press circa le indagini sulla crosta e sul mantello superiore della Terra. Durante questo lavoro scoprì un'altra discontinuità sismica cui di solito ci si riferisce come "discontinuità di Lehmann" in onore della sua scopritrice e che si trova a una profondità di 5200 km. Tale discontinuità, che è presente sotto i continenti ma di solito non sotto gli oceani, è ancora oggi oggetto di controversie. Francis Birch notò che la "discontinuità di Lehmann venne scoperta grazie a un attento e minuzioso esame delle registrazioni sismiche, da lei attuato con una maestria degna di un'arte oscura, opera che probabilmente nessun laborioso calcolo computerizzato potrà mai validamente sostituire".
Inge ricevette molte onorificenze per le sue rilevanti conquiste scientifiche, tra cui il premio Harry Oscar Wood Award (1960), la medaglia Emil Wiechert (1964), la Medaglia d'oro dalla Società Reale Danese di Scienze e Lettere (1965), il Tagea Brandt Rejselegat (1938 e 1967), l'elezione come Membro della Società Reale (1969), la medaglia William Bowie (1971, prima donna a riceverla) e la medaglia della Società Sismologica Americana (1977). Inoltre le furono assegnati dottorati honoris causa dalla Columbia University, New York, nel 1964 e dall'Università di Copenaghen nel 1968. Fu pure socia onoraria di svariate associazioni. L'asteroide 5632 fu chiamato Ingelehmann in suo onore; per la stessa ragione, un luogo lungo la U.S. Route 1 e un ponte ad Aventura, entrambi in Florida, portano il suo nome.
Nel 1997 la American Geophysical Union stabilì la Inge Lehmann Medal per onorare "notevoli contributi resi per la comprensione della struttura, composizione e dinamica del mantello e del nucleo della Terra."

## Importanti pubblicazioni
- Lehmann, Inge (1936): P. Pubblicazioni dell'Ufficio Centrale Sismologico Internazionale A14(3), S.87-115